# Linepithema hispaniolae
Linepithema hispaniolae é uma espécie de formiga do gênero Linepithema.